# بزرگ کردن جفری دامر
بزرگ کردن جفری دامر (انگلیسی: Raising Jeffrey Dahmer) یک فیلم درام آمریکایی محصول ۲۰۰۶ به کارگردانی ریچ امبلر است که بر اساس پروندهٔ جفری دامر، قاتل زنجیره‌ای آمریکایی، ساخته شده است. در این فیلم، راستی اسنری در نقش دامر، اسکات کوردز در نقش پدر دامر و کتی بارنت در نقش مادرخواندهٔ او بازی می‌کند.
این فیلم به بررسی دوران کودکی جفری دامر و رابطهٔ او با پدرش، لایونل، در طول محاکمهٔ دامر در اواخر سال ۱۹۹۱ می‌پردازد.

## بازیگران
- اسکات کوردز در نقش لایونل دامر
- کتی بارنت در نقش شری دامر
- راستی اسنری در نقش جفری دامر
- جینین هاچینگز در نقش کاترین دامر
- بو اسونسون در نقش کارآگاه جان آموس
- ارین مک‌گرین در نقش جویس دامر
- کیپ نیون در نقش وکیل هوارد پارکر

## انتشار
این فیلم در ۱۳ آوریل ۲۰۰۶ در جشنوارهٔ فیلم‌سازان کانزاس سیتی به نمایش درآمد و در سینماهای مطرح اکران نشد. در ۲۴ ژوئن ۲۰۰۸، این فیلم بر روی دی‌وی‌دی منتشر شد.